# Florian Bruzzo
Pour les articles homonymes, voir Bruzzo.
Florian Bruzzo (né le 12 juin 1982 à Montreuil) est un joueur français de water-polo devenu entraîneur.
Il a évolué au Cercle des nageurs noiséens en tant que joueur puis entraîneur. Il est ensuite sélectionneur de l'équipe de France juniors avant de devenir le 24 juin 2012 sélectionneur de l'équipe de France de water-polo masculin. En août 2016, il conduit l'équipe de France masculine à la 11e place du tournoi olympique. 
A l'issue des Jeux olympiques, il prend la destinée de l'équipe de France féminine, qui se classe 11e du championnat du monde à Budapest onze mois plus tard.